# Incisalia henrici
Incisalia henrici är en fjärilsart som beskrevs av Augustus Radcliffe Grote och Robinson 1867. Incisalia henrici ingår i släktet Incisalia och familjen juvelvingar. Inga underarter finns listade i Catalogue of Life.